# Swingtown
Swingtown ist eine US-amerikanische Fernsehserie, welche am 5. Juni 2008 ihre Premiere beim Sender CBS feierte.
Die Serie besteht aus 13 Folgen in einer Staffel, da der ausstrahlende Sender aufgrund schwacher Quoten, von einer Fortsetzung absah.

## Inhalt
Die Serie war als Historien- und Beziehungs-Drama über die Auswirkungen der sexuellen und sozialen Befreiung in den 1970er Jahren auf amerikanische Vorstadt-Haushalte angelegt und beinhaltet Handlungsstränge mit offenen Ehen und Swinger-Partys. Die Serie beginnt im Sommer 1976, mit dem Umzug der Familie Miller in eine wohlhabende Nachbarschaft in North Shore, einem Vorort von Chicago. Tom und Trina Decker sind die neuen Nachbarn. Schnell lernen die Millers, dass ihre Nachbarn, ein Pilot und eine Stewardess, eine offene Ehe führen. Der Umzug belastet die Freundschaft der Millers mit Roger und Janet Thompson, ihren eher konservativen Freunden aus der alten Nachbarschaft. Sie versuchen, diese zu pflegen, aber die Thompsons sind entsetzt, als sie von der offenen Ehe der Deckers erfahren. Obwohl sich die Handlung meistens auf die drei Paare konzentriert, fokussiert sie auch auf deren Kinder, so z. B. ist Laurie, die Tochter der Millers, stark an ihrem Summer-School-Philosophielehrer interessiert.

## Darsteller

### Hauptdarsteller
- Jack Davenport – Bruce Miller, Sr.
- Molly Parker – Susan Miller
- Lana Parrilla – Trina Decker
- Grant Show – Tom Decker
- Miriam Shor – Janet Thompson
- Josh Hopkins – Roger Thompson
- Shanna Collins – Laurie Miller
- Aaron Howles – Bruce "B.J." Miller, Jr.
- Michael Rady – Doug Stephens
- Brittany Robertson – Samantha Saxton

### Nebendarsteller
- Nick Benson – Rick Thompson
- Kate Norby – Gail Saxton
- Rachelle Lefevre – Melinda
- Rick Peters – Tony Mareno
- Kyle Searles – Logan Rhode
- Erin Daniels – Sylvia Davis
- Mark Valley – Brad Davis